# Air Bara
Air Bara is een bestuurslaag in het regentschap Bangka Selatan van de provincie Bangka-Belitung, Indonesië. Air Bara telt 3415 inwoners (volkstelling 2010).